# كازوكي غاناها
كازوكي جاناها (باليابانية: 我那覇 和樹) (مواليد 26 سبتمبر 1980) هو لاعب كرة قدم ياباني يلعب حاليا لصالح Kamatamare Sanuki في الدوري الياباني الممتاز. يلعب مع منتخب اليابان لكرة القدم منذ عام 2006.

## وصلات خارجية
- كازوكي غاناها على موقع رابطة كرة القدم اليابانية للمحترفين (اليابانية)
- كازوكي غاناها على موقع قاعدة بيانات كرة القدم.إي يو (الإنجليزية)
- كازوكي غاناها على موقع ناشيونال فوتبول تيمز (الإنجليزية)
- كازوكي غاناها على موقع Soccerway.com (الإنجليزية)
- كازوكي غاناها على موقع عالم كرة القدم.نت (الإنجليزية)

- National Football Teams
- Japan National Football Team Database